# 塔伊卢帕蒂
塔伊卢帕蒂（Tayilupatti），是印度泰米尔纳德邦Virudhunagar县的一个城镇。总人口8771（2001年）。

## 人口
该地2001年总人口8771人，其中男性4302人，女性4469人；0—6岁人口1045人，其中男546人，女499人；识字率61.84%，其中男性为72.06%，女性为52.00%。